# NGC 1088
NGC 1088 (другие обозначения — UGC 2253, MCG 3-8-9, ZWG 463.11, PGC 10536) — галактика в созвездии Овен.
Этот объект входит в число перечисленных в оригинальной редакции «Нового общего каталога».
Гарольд Корвин указывет, что у галактики есть компаньон, который обычно считается физическим спутником NGC 1088, однако об этом компаньоне ничего не известно, поэтому неясно, связаны ли эти галактики на самом деле.